# Gmina Hampshire (Iowa)

Położenie Gminy Hampshire w hrabstwie Clinton

Gmina Hampshire (ang. Hampshire Township) – gmina w USA, w stanie Iowa, w hrabstwie Clinton. Według danych z 2000 roku gmina miała 877 mieszkańców, a jej powierzchnia wynosi 102,18 km².